# Leopoldo Mauroner
Leopoldo Mauroner (20. března 1839 – 1923 Terst) byl rakouský politik italské národnosti z Terstu, na přelomu 19. a 20. století poslanec Říšské rady.

## Biografie
V mládí byl aktivní v italském hnutí a bojoval společně s Giuseppem Garibaldim. V roce 1870 se účastnil bojů u Dijonu a byl zraněn. V roce 1907 se uvádí jako viceprezident zemědělské společnosti v Terstu a velkostatkář.
Byl i poslancem Říšské rady (celostátního parlamentu Předlitavska), kam usedl ve volbách do Říšské rady roku 1897 za kurii městskou v Terstu, 4. voličský sbor. Mandát zde obhájil ve volbách do Říšské rady roku 1901. Ve volebním období 1897–1901 se uvádí jako Leopold Mauroner, statkář a obecní radní, bytem Terst. V září 1905 nabídl složení mandátu. Rezignace na mandát souvisela s nedůvěrou, kterou mu (a několika dalším terstským poslancům) vyjádřilo místní italské sdružení Associazione Patria. Podle rejstříku poslanců ale si ale nakonec poslanecké křeslo udržel až do konce funkčního období.
Ve volbách roku 1897 je uváděn jako italský liberální kandidát. Stejně tak po volbách roku 1901. Je zachycen na fotografii, publikované v květnu 1906 (ovšem pořízené cca v roce 1904), mezi 18 členy poslaneckého klubu Italské sjednocení (Italienische Vereinigung) na Říšské radě.
Zemřel na přelomu února a března 1923 ve věku 82 let.